# Жучино
Жу́чино (бел. Жу́чына) — озеро в Миорском районе Витебской области Белоруссии. Относится к бассейну реки Волта.

## Описание
Озеро Жучино располагается в 16 км к юго-востоку от города Миоры, на территории заказника Ельня.
Площадь поверхности составляет 0,03 км², длина — 0,25 км, наибольшая ширина — 0,1 км, длина береговой линии — 0,7 км.
Берега низкие, торфянистые, заболоченные.
Озеро Жучино сообшается с озёрами Окнистое (расположенным юго-западнее) и Тоболки (через безымянное озеро, расположенное северо-восточнее).